# 1613
1613 је била проста година.

## Догађаји

### Фебруар
- 21. фебруар — Земски сабор је једногласно изабрао Михаила I, сина московског патријарха Филарета за цара, чиме је на власт дошла династија Романов.